# Constantin, Prinț de Hohenzollern-Hechingen
Prințul Friedrich Wilhelm Konstantin Hermann Thassilo de Hohenzollern-Hechingen (16 februarie 1801 – 3 septembrie 1869) a fost ultimul Prinț de Hohenzollern-Hechingen. Constantine a fost singurul copil al Prințului Frederick de Hohenzollern-Hechingen și a soției acestuia, Prințesa Pauline de Courland, fiica ultimlui duce de Courland, Peter von Biron.

## Biografie
Constantine a servit ca regent pentru bolnavul său tată, Frederick, începând din 1834. După decesul tatălui său în 1838, Constantine a devenit Prinț de Hohenzollern-Hechingen și după decesul mamei sale în 1845, el a moștenit și ducatul de Sagan. În urma Revoluției din 1848, Constantine și Karl Anton, Prinț de Hohenzollern-Sigmaringen au agreat să-și cedeze principatele regatului Prusiei și să renunțe la drepturile lor ca prinți suverani și șefi de guvern la 7 decembrie 1849.
Constantine s-a căsătorit prima dată cu Prințesa Eugénie de Beauharnais (1808–1847) la 22 mai 1826 la Eichstätt și după decesul ei (septembrie 1847), el s-a recăsătorit (morganatic) cu baroneasa Amalie Schenk von Geyern. După căsătoria lor, regele Frederic Wilhelm al IV-lea al Prusiei i-a acordat Amaliei titlul de  Contesă de Rothenburg.
Constantine a murit la 3 septembrie 1869 la moșia lui din Silesia. Deoarece Constantine a fost ultimul membru dinastic de sex masculin al liniei Hohenzollern-Hechingen, titlul său a trecut șefului Casei de Hohenzollern-Sigmaringen, Karl Anton.